# Verkehrsversuch
Ein Verkehrsversuch (auch Verkehrsexperiment, englisch traffic experiment) ist eine verkehrsplanerische Intervention, die Lernen und einen Erkenntnisgewinn anstrebt. In einem weiteren Verständnis (nach Luca Bertolini als Street Experiment bezeichnet) kann zusätzlich ein Wandel des Verkehrs bezweckt werden und sogar im Vordergrund stehen. Unter diesen Oberbegriff können zum Beispiel auch Pop-Ups (wie ein Pop-Up-Radweg) und andere temporäre oder permanente Umgestaltungen einer Straße fallen.

## Deutsches Straßenverkehrsrecht
Im deutschen Straßenverkehrsrecht ist ein Verkehrsversuch eine zeitlich befristete Maßnahme im Straßenraum, um sie im Rahmen eines Modellversuchs vor ihrer dauerhaften Umsetzung lokal zu untersuchen und zu erproben. Rechtsgrundlage für eine entsprechende verkehrsbehördliche Anordnung ist die Straßenverkehrs-Ordnung (StVO), genauer § 45 Abs. 1 Satz 2 Nr. 6 ().
Es dürfen jedoch nicht nach dem Prinzip von „Versuch und Irrtum“ im Sinne einer freien, voraussetzungslos anwendbaren Experimentierklausel verkehrsregelnde Maßnahmen zur Probe getroffen werden. § 45 Abs. 9 Satz 1 StVO setzt vielmehr voraus, dass die Anordnung von Verkehrszeichen und Verkehrseinrichtungen wie Schranken und Sperrpfosten auf Grund der besonderen Umstände zwingend erforderlich ist.
Seit einer Änderung der StVO zum 28. April 2020 bedarf es nicht mehr des Nachweises und einer aufwändigen Begründung einer besonderen örtlichen Gefahrenlage (nach der Rechtsprechung eine um ca. ⅔ gesteigerte Gefahrenlage) für eines der in § 45 StVO genannten Rechtsgüter wie die Verkehrssicherheit oder den Schutz der Wohnbevölkerung vor Lärm und Abgasen (§ 45 Abs. 9 Satz 3, Satz 4 Nr. 7 StVO. Damit wurde der behördliche Spielraum für zeitlich und örtlich begrenzte Pilotprojekte vergrößert.

## Beispiele
Nach einem einjährigen Verkehrsversuch ab Juli 2016 wurde im Dezember 2019 der Umbau der Sendlinger Straße in München zur Fußgängerzone abgeschlossen.
Die Flaniermeile Friedrichstraße wurde 2021 in Berlin-Mitte als Verkehrsversuch durchgeführt und evaluiert. Dort wurde der Kfz-Verkehr auf benachbarte Straßen umgeleitet. Der Radverkehr wurde auf Teilen der bestehenden Fahrbahn mit gelben Markierungen geführt. Der restliche Teil der Fahrbahn sollte außer für zeitweise frei gegebene Lieferfahrfahrzeuge dem Fußverkehr vorbehalten sein.
Der Verkehrsversuch Ottensen macht Platz in Hamburg wurde mit dem Deutschen Verkehrsplanungspreis 2020 ausgezeichnet. Dabei wurden mehrere Straßen für 6 Monate weitgehend für den fahrenden und ruhenden Kfz-Verkehr gesperrt und die Flächen umgenutzt. Die versuchsweise eingerichtete Beschilderung für eine Fußgängerzone wurde vom Verwaltungsgericht allerdings beanstandet. Am 25. Mai 2022 wurde von der Bezirksversammlung Altona nach einem umfangreichen Beteiligungsverfahren das Projekt „freiRaum Ottensen - das autoarme Quartier“  beschlossen.
In Kassel wurde im Herbst 2021 der nördliche Teil der Unteren Königsstraße für vier Wochen als Freiluft-Experiment weitgehend von Kfz-Verkehr entlastet, mit entsprechenden verkehrlichen Änderungen. Nur einzelne Parkplätze auf einer Straßenseite und eine Tiefgaragenzufahrt waren weiterhin nutzbar. Das Projekt diente der Verkehrsberuhigung. Dieses Projekt wurde aber verkehrsrechtlich nicht als Verkehrsversuch beantragt und durchgeführt, sondern die Beschränkungen beim fließenden Kfz-Verkehr wurden für eine Folge von Veranstaltungen vorgenommen (ähnlich wie, wenn auch mit kürzerer Dauer, bei Marathonläufen, Fanmeilen oder ähnlichem).
Für Ärger und ausufernde Streitereien bis hin zu einer Morddrohung gegen den zuständigen Bürgermeister sorgen in Dresden die ab dem 8. April 2024 verkehrswirksam und von vornherein in Form eines Verkehrsversuches auf dem Mittelstreifen der Loschwitzer Brücke (bekannt als „Blaues Wunder“) beidseits angelegten Fahrradstreifen, die nach Ansicht dessen Kritiker das auf der Brücke herrschende Verkehrschaos verschlimmert haben. Am 16. April 2024 gab die Stadtverwaltung auf Grund des erheblichen öffentlichen Drucks den vorzeitigen Abbruch des Verkehrsversuches bekannt, der nunmehr zum 28. April 2024 beendet wird; ursprünglich sollte dieser bis 10. Juni 2024 andauern.